# Het pad van de Inca
Het pad van de Inca (Frans: Le chemin de l'Inca) is het 33e album uit de Belgische stripreeks Roodbaard naar een scenario van Christian Perrissin en getekend door Marc Bourgne. Het stripalbum werd in 2000 uitgebracht en is een rechtstreeks vervolg op album #32: De schaduw van de duivel.

## Het verhaal
Nadat ze door kapitein Erik Lerouge van het schip zijn gezet, zijn Roodbaard, Baba en Anny Read opnieuw aan boord geslopen. Dit keer weten ze de bemanning wel achter zich te krijgen door hen een deel van het goud te beloven. Kaap Hoorn wordt gerond en de Dauphin gaat voor anker in het Spaanse garnizoenstadje San Juan bij Paracas. Hier verraadt de als enige Spaans sprekende Guillaume Le Rond d'Alembert de piraten aan de Spaanse soldaten die aan boord zijn gekomen. De woedende Anny wil dÁlembert doden, maar Roodbaard weet dat ze hem nog nodig hebben en schiet Anny in de arm waarin ze haar pistool vasthoudt. Een vuurgevecht breekt uit tussen de bemanning van het schip en de Spanjaarden en in de verwarring weten Roodbaard, Baba, Anny, d'Alembert met de bewusteloze Erik te ontsnappen terwijl de Dauphin door de Spanjaarden in puin wordt geschoten.
Met hulp van Indiaanse vissers worden de piraten naar Cuzco geleid, van waaruit de Indiaan Tibo hen over de Inkapaden naar Machu Picchu brengt. Op de reis blijkt Anny's armwond te zijn aangetast door koudvuur, waardoor haar onderarm moet worden afgezet. Hier ontdekken ze dat hun concurrent Schouten al enkele dagen in de stad is maar niets heeft gevonden. Hij blijkt ook Driepoot bij zich te hebben, die toch niet in Coimbra is omgekomen en door Schouten werd vastgehouden zodat hij het Latijn uit het in de Universiteit van Coimbra gestolen reisverslag van Garcilaso de la Vega kon vertalen. Ze bundelen de krachten en ontdekken de ingang naar de Inkaschatkamer. Anny, Roodbaard, dÁlembert en Schouten met zijn mannen haasten zich door de gangen, waardoor Erik, Baba en Driepoot wat achter raken. De eerste groep ontdekt de schatkamer waar de grote gouden zonneschijf ligt. De kamer blijkt een val, want de uit mummies bestaande vloer zakt weg en d'Alembert, Schouten en zijn mannen zakken weg de diepte in. Roodbaard weet Anny uit de afgrond te krijgen, maar schuift dan zelf weg. Hij vraagt Anny haar te helpen. De wraakzuchtige Anny, die niet is vergeten dat de verwonding waardoor haar arm moest worden afgezet door Roodbaard werd veroorzaakt, biedt Roodbaard haar stomp aan. Roodbaard glijdt de diepte in en is verdwenen voordat Erik arriveert.